# Graco

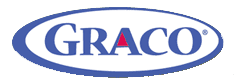

Graco (prononcé grey-co) est une marque américaine de produits pour bébé.
Elle est détenue et exploitée par le groupe Newell Brands, basé à Atlanta en Géorgie. Le nom provient des créateurs de la marque.
Graco propose des sièges-auto pour bébés et enfants, des systèmes de voyage, des poussettes, des chaises hautes, parcs à jeu pour bébés et des balançoires.

## Histoire
Russell Gray et Robert Co ont fondé la compagnie en 1942, à Philadelphie (Pennsylvanie), la Graco Metal Products qui était à l'origine un équipementier automobile.
Rex Thomas (qui donnera son nom à un produit de la gamme) regardait sa femme assise sur le porche, bercer leur bébé dans un berceau suspendu avec une corde, alors qu'elle lisait un livre. Le lendemain alors qu'il est au travail il dit « pourquoi ne pas faire un système automatique de balançoire pour bébé »[réf. nécessaire].
En 1955, après 18 mois de recherche et de développement, la Swyngnomatic sort sur le marché. Il s'agit de la première balançoire automatique pour bébé. On doit sa conception à Dave Saint.
En 1987, Nate Saint (fils de Dave) conçoit le Pack N' Play Portable Playard, le premier parc portable pour bébé. En 1998, Graco achète Century, un fabricant du siège enfant et introduit le SnugRide, un siège auto modulable qui peut se fixer sur un châssis et devenir une poussette. Cette avancée technique confère au produit son succès et le porte à la première place des ventes dans la catégorie des sièges enfant. Également en 1987, Rubbermaid achète Graco.
En 2002, Graco lance le TurboBooster, un siège enfant modulable en fonction de l'âge. En 2007, la société achete la marque allemande Teutonia de produits pour bébés. La même année, le Nautilus, siège-auto 3-en-1 fait ses débuts, et a obtenu le prix du meilleur siège par l'Insurance Institute for Highway Safety (en).[réf. nécessaire]
Graco acquiert en 2008 Aprica Kassai, le numéro un des ventes au Japon dans l'univers du siège-auto à destination des enfants.
La marque est obligée de rappeler 5 millions de poussettes en 2014,.

## Groupes et Lobbies
Graco est membre du CLEPA, Association européenne des équipementiers automobiles.

## Galerie

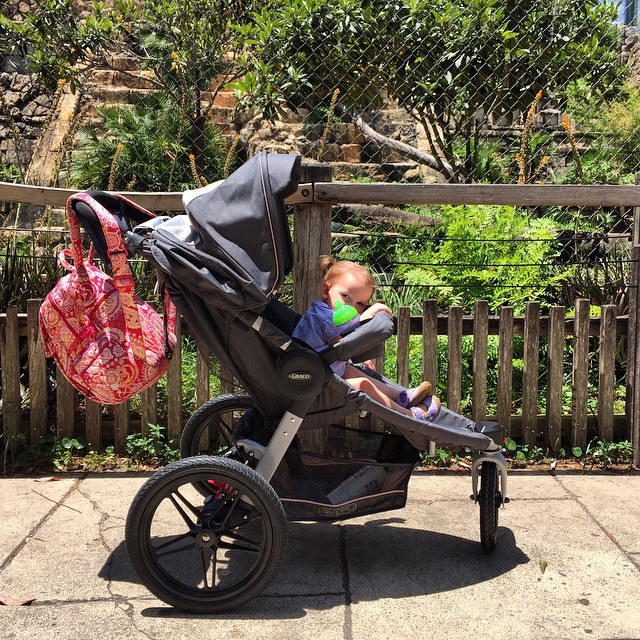
Graco SnugRide (1998)